# Keops pyramid
För pyramiden, se Cheopspyramiden.
"Keops pyramid" är en låt av det svenska proggbandet Hoola Bandoola Band, skriven av medlemmen Mikael Wiehe. Låten 
var släppt på albumet Vem kan man lita på? från 1972.

## Text
I låten använder Wiehe historien om byggandet av kung Keops pyramid som en parallell till andra samhällen genom tiderna där många har arbetat för att få ska ha det bra. Låten är en av många Hoola Bandoola Band-låtar med ett klart vänsterbudskap. Förutom byggandet av kung Keops pyramid innehåller låten även referenser till Babels torn, i mittensektionen.

## Andra versioner
"Keops pyramid" har sedan den skrevs framförts live många gånger och finns med på Hoola Bandoola Bands enda officiella liveskiva, För dom som kommer sen. I den versionen är arrangemanget något förändrat och introt har utökats. Andra inspelningar finns också, till exempel från minneskonserten till Björn Afzelius. Här sjunger Joakim Thåström förstastämman istället för Mikael Wiehe, och Wiehe tar istället över Afzelius andrastämma. Wiehe har senare också spelat den under solokonserter och den finns bland annat med på livedelen av Ta det tillbaka (2010).
Thåström har spelat in en egen version av låten, där arrangemanget är nedskalat till en enkel akustisk gitarr med sång, och mittensektionen ("Men när natten blir lång") är borttagen. Andra artister som spelat in Keops pyramid är Greg FitzPatrick (på Det persiska äventyret, 1977), Lars Demian (på Favoriter i dur & moll, 1992) och svenskamerikanske artisten Diipak med en reggae version på engelska med körsång av Frida Appelgren (2015).

## Låten i filmer
"Keops pyramid" används i filmen En gång om året från 2012.